# Jason Gray-Stanford
Jason Gray-Stanford est un acteur canadien né le 19 mai 1970 à Vancouver.

## Biographie
Il détient un baccalauréat en théâtre de l'Université de la Colombie-Britannique.
Jason a commencé sa carrière dans le doublage de dessins animés japonais en anglais tels que Les Samouraïs de l'éternel (voix de Kento Rei Faun), Ranma ½ (voix de Shinnosuke) et la voix de Joe Higashi dans Fatal Fury. Il est également apparu dans un épisode de Stargate SG-1. Il a joué aussi au cinéma dans Mystery, Alaska où il est devenu pendant le tournage ami avec l'acteur Russell Crowe.
Il est surtout connu pour avoir joué le rôle du lieutenant Randy Disher dans la série Monk.
Jason a été en couple avec l'actrice canadienne Emmanuelle Vaugier pendant plus de huit ans (1997-2005). Le 17 mars 2012, Jason s'est marié à l'actrice américaine Jes Macallan — de 12 ans sa cadette, qu'il fréquentait depuis 2011. Ils ont divorcé en 2017. Sa voix française officielle est Alexis Victor.

## Filmographie

### Cinéma

#### Court métrage
- 1997 : The Adventures of Snowden the Snowman (vidéo) : Snowden (voix)
- 2008 : Upstaged (vidéo) :

#### Long métrage
- 1989 : Doggu soruja (vidoé) : Agent / Soldier / Takechi (voix)
- 1992 : Ran la Légende Verte (Green Legend Ran) (vidéo) : Ran (voix)
- 1992 : Fatal Fury: Legend of the Hungry Wolf (Battle Fighters Garou Densetsun) (vidéo) : Joe Higashi (voix)
- 1993 : Fatal Fury 2: The New Battle (Battle Fighters Garou Densetsu 2) (vidéo) : Joe Higashi (voix)
- 1993 : Ningyo no kizu (Mermaid's Scar - La Cicatrice de la sirène) (vidéo) : Yuta (voix)
- 1994 : Garou Densetsu : Joe Higashi (voix)
- 1995 : Super Kid (vidéo) : Big Boy (voix)
- 1995 : Dangerous Indiscretion : Video Store Clerk
- 1995 : Onikirimaru (vidéo) : Ogre Slayer
- 1997 : Ninja Turtles: The Next Mutation - East Meets West (vidéo) : Donatello (voix)
- 1998 : Camelot: The Legend : Gilly (voix)
- 1998 : Mummies Alive! The Legend Begins (en) (vidéo) : voix
- 1998 : The Mighty Kong (vidéo) : Ricky (voix)
- 1999 : Mystery, Alaska : Bobby Michan
- 2001 : Last Wedding : Matthew
- 2001 : Un homme d'exception : Ainsley Neilson
- 2006 : Cœurs perdus : officier Chetnick
- 2006 : Mémoires de nos pères : lieutenant Shrier
- 2007: Transformers de Michael Bay : l’agent du Secteur7 menotté avec Simmons
- 2009 : Otis E. : officier Nelson
- 2011 : Being Bin Laden : Amir
- 2012 : Caroline and Jackie : James
- 2013 : Phantom : Sasha
- 2014 : Red Sky : Arliss "Skids" Skidmore ||
- 2014 : Écho (Earth to Echo) : Dr Lawrence Madsen
- 2015 : Pearly Gates : The Assistant
- 2017 : Live Like Line : Scott Sanders
- 2018 : Summer of 84

### Télévision

#### Téléfilm
- 1995 : La Part du mensonge (The Surrogate) de Jan Egleson et Raymond Hartung : Curtis
- 1997 : Contagious (Contamination) de Joe Napolitano : urgentiste #3
- 1997 : Hostile Force de Michael Kennedy : Arne
- 1997 : La Météorite du siècle (Doomsday Rock) de Brian Trenchard-Smith : sergent Thompson
- 1998 : The Escape de Stuart Gillard : jeune garde
- 2007 : L'Œil du danger (Lost In The Dark) de Robert Malenfant : Roy Evans
- 2011 : Un ticket gagnant pour Noël (Lucky Christmas) de Gary Yates : Mike Ronowski
- 2013 : Un mari sur internet (The Husband She Met Online) de Curtis Crawford : Craig Miller

#### Série télévisée
- 1986 : Juliette je t'aime (Maison Ikkoku) : Yusaku Godai (voix)
- 1988 : Les Samouraïs de l'éternel (Yoroiden Samurai Torūpā) : Gash / Kento (voix)
- 1989 : Ranma ½ (Ranma nibun no ichi) : Shinnosuke (voix)
- 1992 : Le Ranch de l'espoir (en) (Neon Rider) (saison 3, épisode 08 : Daniel) : Daniel
- 1993 : L'As de la crime (The Commish) (saison 2, épisode 15 : Le Cadet) : Dave
- 1993 : X-Files : Aux frontières du réel (The X-Files) (saison 1, épisode 05 : Le Diable du New Jersey) : officier de police (1947) (non-crédité)
- 1993 : Réincarnations: Please Save My Earth (Boku no Chikyū o Mamotte) : Haruhiko Kazama / Shukaido (voix)
- 1994 : Highlander (saison 3, épisode 04 : La Croix de Saint-Antoine) : Jonah
- 1994 : Les Anges gardiens (Robin's Hoods) (saison 2, épisode 04 : Reunion) : jeune homme
- 1994 : Key: The Metal Idol : Tsukiyama (voix)
- 1995 : La Légende d'Hawkeye (Hawkeye) (saison 1, épisode 15 : La Trahison) : Josh
- 1995 : MANTIS (saison 1, épisode 18 : The Delusionist) : étudiant #1
- 1995 : Sliders : Les Mondes parallèles (Sliders) (saison 1, épisode 10 : Un monde parfait) : Bellhop (non-crédité)
- 1995 : Drôle de chance (Strange Luck) (saison 1, épisode 08 : Cœur sauvage) : First Year Intern
- 1996 : The Sentinel (saison 2, épisode 04 : Peggy) : officier Matheson
- 1996 - 1997 : Dragon Ball Z : Raditz (voix)
  - (saison 1, épisode 01 : Un mystérieux guerrier)
  - (saison 2, épisode 01 : Destination Namek)
  - (saison 1, épisode 03 : Une équipe de choc)
  - (saison 1, épisode 04 : Quand les ennemis s’allient)
  - (saison 1, épisode 02 : Le Passé de Sangoku)
- 1996 - 1998 : Au-delà du réel : L'aventure continue (The Outer Limits) : 
  - (saison 2, épisode 09 : Épreuve par le feu) : Airman
  - (saison 4, épisode 01 : Nature criminelle) : Dylan Venable
- 1997 : Extrêmes Dinosaures (Extreme Dinosaurs) (49 épisodes) : multiples voix
- 1997 : Mummies Alive! (en) (8 épisodes) : multiples voix
- 1997 - 1998 : Tortues Ninja : La Nouvelle Génération (Ninja Turtles: The Next Mutation) (26 épisodes) : Donatello
- 1998 : Les Aventures des Pocket Dragons (Pocket Dragon Adventures) (saison 1, épisode 96 : It's a Wonderful Fruitcake) : Zoom-Zoom (voix)
- 1998 : Stories from My Childhood  : voix
  - (saison 1, épisode 01 : The Snow Queen)
  - (saison 1, épisode 02 : The Wild Swans)
  - (saison 1, épisode 06 : Cinderella and The House on Chicken Legs)
- 1998 : Power Rangers : Dans l'espace (Power Rangers in Space) (saison 1, épisode 04 : Des tortues dans l’espace) : Donatello (voix)
- 1998 : Poltergeist : Les Aventuriers du surnaturel (Poltergeist: The Legacy) (saison 3, épisode 08 : Dette d'honneur) : Bob Meyer
- 1998 : Millennium (saison 3, épisode 04 : Trauma) : Kyle
- 1999 : Stargate SG-1 (saison 3, épisode 11 : Le Passé oublié) : Orner
- 1999 - 2001 : Sherlock Holmes au XXIIe siècle (Sherlock Holmes in the 22nd Century) (26 épisodes) : Sherlock Holmes
- 2000 : Harsh Realm (saison 1, épisode 06 : Le Lac au miroir) : Lieutenant
- 2000 : First Wave (saison 3, épisode 06 : L'Antre de la bête) : Willet
- 2000 : Queer as Folk (saison 1, épisode 01 : Première fois) : Brian's First Trick (non-crédité)
- 2000 : Cold Squad, brigade spéciale (Cold Squad) (saison 4, épisode 08 : La Cause première) : Kevin Nixon
- 2002 : Disparition (Taken) (mini-série) : lieutenant, puis capitaine Howard Bowen
  - (saison 1, épisode 01 : Au-delà du ciel)
  - (saison 1, épisode 02 : Jacob et Jesse)
  - (saison 1, épisode 03 : De grands espoirs)
- 2002 - 2009 : Monk (125 épisodes) : lieutenant Randy Disher
- 2005 : Le Messager des ténèbres (The Collector) (saison 2, épisode 10 : Le Super-héros) : Larry Emmerich
- 2008 : Puppy Love (en) : Andy
- 2010 : Outlaw (en) : Victor Harmon
  - (saison 1, épisode 07 : In Re: Kelvin Jones)
  - (saison 1, épisode 08 : In Re: Tony Mejia)
- 2011 : Grey's Anatomy (saison 7, épisode 15 : 3600 secondes) : Josh Englander
- 2012 : NCIS : Enquêtes spéciales (NCIS) (saison 9, épisode 23 : Ennemi public numéro un (1/2)) : Dr Jay Berman
- 2013 : Monday Mornings : Atty. Scott Henderson
  - (saison 1, épisode 02 : Deus Ex Machina)
  - (saison 1, épisode 03 : Who's Sorry Now?)
  - (saison 1, épisode 04 : Forks Over Knives)
  - (saison 1, épisode 08 : Truth or Consequences)
  - (saison 1, épisode 10 : Family Ties)
- 2014 : Justified (saison 5, épisode 01 : Famille, je vous hais) : Dilly Crowe
- 2014 : Mistresses : agent du FBI Adam Thomas
  - (saison 2, épisode 09 : Spécialité du chef)
  - (saison 2, épisode 10 : Pris au piège)
  - (saison 2, épisode 11 : L'Heure des choix)
  - (saison 2, épisode 12 : Un cœur de pierre)
  - (saison 2, épisode 13 : Jusqu'à ce que la mort nous sépare)
- 2014 : Republic of Doyle (7 épisodes) : Blake Brogan
- 2015 : Bones Roger Flender
  - (saison 10, épisode 13 : Le Crime dans la peau)
  - (saison 10, épisode 18 : 48 heures chrono)
- 2015 : NCIS : Nouvelle-Orléans (NCIS: New Orleans) (saison 2, épisode 09 : Heures sombres) : Mickey
- 2016 : Aftermath (en) (saison 1, épisode 01 : RVL 6768) : shérif Dawkins
- 2016 : Travelers : Donner
  - (saison 1, épisode 01 : Travelers)
  - (saison 1, épisode 08 : Donner)
- 2016 : Supergirl (saison 2, épisode 06) : Rand O'Reilly
- 2017 : X-Files (saison 11, épisode 08) : Rick Eggers
- 2020 : The Boys (saison 2, épisode 06) : Dennis
- 2020 : Monk : Monk en quarantaine (Mr. Monk Shelters in Place) : lieutenant Randy Disher (mini-épisode)
- 2023 : Monk, le retour : lieutenant Randy Disher